# Czech Cycling Tour 2015
Czech Cycling Tour 2015 byl 6. ročník největšího etapového cyklistického závodu v České republice. Poprvé se jel jako závod typu UCI Europe Tour 2.2. Závod se konal tradičně v Olomouckém kraji.

## Trať
Celkem byly naplánovány 4 etapy dlouhé celkem 542 kilometrů.
| Etapa | Datum     | Trasa                 | Vzdálenost | Typ | Typ             | Vítěz                         |
| ----- | --------- | --------------------- | ---------- | --- | --------------- | ----------------------------- |
| 1.    | 13. srpen | Uničov – Uničov       | 20,4 km    |     | Týmová časovka  | Etixx - Quick Step (BEL)      |
| 2.    | 14. srpen | Olomouc – Uničov      | 178 km     |     | Rovinatá etapa  | Fernando Gaviria Rendon (COL) |
| 3.    | 15. srpen | Mohelnice – Šternberk | 199 km     |     | Kopcovitá etapa | Leopold König (CZE)           |
| 4.    | 16. srpen | Olomouc – Dolany      | 144,9 km   |     | Kopcovitá etapa | Zdeněk Štybar (CZE)           |

## Vývoj držení trikotů
| Etapa | Vítěz etapy             | Celková klasifikace     | Bodovací soutěž         | Vrchařská soutěž | Mladý jezdec            | Soutěž týmů        | Nejaktivnější jezdec |
| ----- | ----------------------- | ----------------------- | ----------------------- | ---------------- | ----------------------- | ------------------ | -------------------- |
| 1.    | Ettix - Quick Step      | Zdeněk Štybar           | Zdeněk Štybar           | Zdeněk Štybar    | Fernando Gaviria Rendon | Ettix - Quick Step | Leopold König        |
| 2.    | Fernando Gaviria Rendon | Fernando Gaviria Rendon | Fernando Gaviria Rendon | Alexis Guerin    | Fernando Gaviria Rendon | Ettix - Quick Step | Josef Hosek          |
| 3.    | Leopold König           | Petr Vakoč              | Jan Bárta               | Oscar Riesebeek  | Michal Schlegel         | Ettix - Quick Step | Tomáš Bucháček       |
| 4.    | Zdeněk Štybar           | Petr Vakoč              | Zdeněk Štybar           | Oscar Riesebeek  | Michal Schlegel         | Ettix - Quick Step | Martin Hunal         |